# Eugenia tungo
Eugenia tungo là một loài thực vật có hoa trong Họ Đào kim nương. Loài này được Hiern mô tả khoa học đầu tiên năm 1898.